# Novoržev
Novoržev (rusky Новоржев) je město v Pskovské oblasti Ruské federace. Žije zde přibližně 3 200 obyvatel.

## Poloha
Novoržev leží přibližně 140 kilometrů na jihovýchod od Pskova, správního střediska celé oblasti.

## Dějiny
Za druhé světové války byl Novoržev 17. července 1941 obsazen německou armádou a 29. února 1944 dobyt zpět jednotkami 2. pobaltského frontu Rudé armády.
Při sčítání lidu v roce 2010 měl 3695 obyvatel.